# Blue Hippo
Blue Hippo è un singolo della cantante statunitense Maya Hawke, pubblicato il 7 dicembre 2021.

## Video musicale
Il video, diretto da Fred Hechinger, è stato pubblicato contestualmente all'uscita del singolo sul canale YouTube della cantante.

## Tracce
1. Blue Hippo – 3:19